# Манойло, Екатерина Сергеевна
Екатерина Сергеевна Манойло (род. 19 февраля 1988, Орск, Оренбургская область, СССР) — российская писательница и литературный обозреватель. Автор романа «Отец смотрит на запад», «Ветер уносит мертвые листья» и «Золотой мальчик».

## Биография
Родилась 19 февраля 1988 года в Орске Оренбургской области, в рабочей семье.
Работала журналисткой в ТРК «Евразия» и копирайтером в московских компаниях. Окончила Московский издательско-полиграфический колледж имени Ивана Фёдорова и Литературный институт имени А. М. Горького. Участница 11-го Форума молодых писателей в Липках, лауреат международного конкурса эссе «Славянский мир».
В 2022 году вышел дебютный роман Екатерины Манойло — «Отец смотрит на запад», попавший в лонг-лист премии «Большая книга» и шорт-лист премии «Ясная поляна».
Является автором и колумнистом проекта для журнала Сноб «Трезвые разговоры в баре». Цикл интервью, героями которых стали Николай Коляда, Эмир Кустурица, Марк Розовский, Дмитрий Маликов, Пётр Тодоровский, Владимир Печейкин, Григорий Туманов, Сергей Горошко.

## Премии
2022 — Первое место VI сезона премии «Лицей» в номинации «Проза» и специальной номинации Rideró «Выбор книжных блогеров».
2018 — блог о писательстве «120 дней соломы» в Telegram вошел в список финалистов премии _Литблог.

## Критика
Перед нами весьма необычный для современной русской литературы художественный текст. Очень пронзительный. История молодой женщины по имени Екатерина Абатова, нашей соотечественницы и современницы, родившейся в приграничном степном поселке в самом сердце Евразии.
Находится он на территории России, однако его жители — казахи, живущие в этих местах испокон века. Главная героиня Манойло — полукровка. К моменту вступления во взрослую жизнь –непоправимо чужая на своей малой родине и так и не сумевшая пустить прочные корни где-то еще.

Такая пограничная позиция несомненно хороша для остросоциального романа, например, потому что позволяет и ввести читателя в замкнутый неопатриархальный уклад степного пограничья, и сравнить его с, казалось бы, более мягкими и свободными нравами больших городов. Без некоторых точек соприкосновения, так скажем, тут действительно не обходится, но в романе Манойло они играют явно вспомогательную роль. Куда важнее история обретения личной свободы, неумолимо ведущая Екатерину к финальному испытанию. Не раскрывая деталей, позволим себе лишь изумиться тому, насколько правдоподобным и правдивым, живым и жизненным получается у Манойло парадоксальный итог  — окончательный уход героини в большой мир и одновременно обретение глубочайшей и крепчайшей связи с родиной и ее людьми.
Это социально-психологическая проза о судьбе девочки, родившейся на границе с Казахстаном, - русской по матери и казашки по отцу. Если проводить какие-то параллели с современной прозой, то я бы сравнил эту вещь с романом Гузель Яхиной «Зулейха открывает глаза». И кто бы мог подумать, что история простой татарки, прошедшей через испытания XX века, вызовет такой читательский интерес и сделает книгу супербестселлером?
Пути литературы неисповедимы. И я надеюсь, что история героини Екатерины Манойло не оставит равнодушными никого, но прежде всего женские сердца.
« Дочь, - тихо сказал Серикбай.
- Значит, будет Улбосын. - Аманбеке вздернула подбородок, и тяжелые серебряные полумесяцы в ушах качнулись.
Имя Улбосын в поселке давали старшим дочерям в семьях, где ждали наследника. Имя означало «Да будет сын», и каждый день и час оно звучало как молитва. Все Улбосын, не имея прямого родства, походили друг на друга сутулостью, мягкостью форм и всегда виноватым взглядом»

Это очень пронзительная женская история! Это проза, которая, по выражению Льва Аннинского о фильме «Летят журавли», «отворяет нам слезы». Но написана она твердым и, я бы сказал, «мужским» почерком, без сантиментов и стремления читателя разжалобить. Так и нужно писать сегодня.

#### Рассказы
• ООО «Вечность»
• «Синапс»
• «Однажды в Метрополе»
• «Расчесывала волосы десять дней, а заплетала пять»
• «Уродка»
• «Возвращение»

## Личная жизнь
Замужем. Растит трёх дочерей.